# Орвішеле
Орвішеле (рум. Orvișele) — село у повіті Біхор в Румунії. Входить до складу комуни Брустурі.
Село розташоване на відстані 423 км на північний захід від Бухареста, 24 км на схід від Ораді, 111 км на захід від Клуж-Напоки.

## Населення
За даними перепису населення 2002 року у селі проживали 597 осіб, усі — румуни. Усі жителі села рідною мовою назвали румунську.